# حرائق غابات أستراليا 2024
حرائق الغابات في أستراليا لعام 2024 ، هي مجموعة من الحرائق التي اندلعت في عدة غابات بفترات زمنية متباينة حول مناطق مختلفة من داخل دولة أستراليا، شملت حتى الآن كل من ولاية أستراليا الغربية وجنوب أستراليا وفيكتوريا، وتعاني أستراليا من ظاهرة إل نينيو مما تجعل البلاد تدخل في مواسم حرائق وكوارث طبيعية باستمرار.

## الحرائق

### يناير
- 13 يناير: اندلع أكثر من 40 حريقًا بولاية أستراليا الغربية أكبر ولايات أستراليا مساحةً، ففي يوم السبت ناشدت سلطات الولاية السكان بإخلاء منازلهم بعد أن خرجت حرائق الغابات عن السيطرة بالقرب من مدينة بيرث عاصمة الولاية ومنطقة تشيترينج التي تبعد 60 كم شمال عاصمة الولاية، وصرحت الجهات المعنية أن ذلك نجم بفعل ارتفاع درجات الحرارة.[1]
- 14 يناير: استمرت الحرائق لليوم التالي، ففي يوم الأحد اندلع كذلك 25 حريقًا مع استمرار توسع الحرائق، إذ تعرض السكان في المناطق الريفية من جينجين وتشيترينغ الواقعة على بعد نحو 60 كيلومتراً شمال بيرث لخطر الحرائق.[2]
- 15 يناير: أعلنت السلطات الأسترالية يوم الإثنين تدمير 10 مباني جراء حرائق الغابات المشتعلة منذ أيام على مساحة 6 آلاف هكتار في ولاية غرب أستراليا، مع استمرار حوالي 240 إطفائي بالعمل في اخماد الحرائق.[3]

### فبراير
- 22 فبراير:اندلعت النيران في الغابات الواقعة غربي ولاية فيكتوريا على مساحة تقدر بحوالي 50 كيلومتر، وحثت خدمة الطوارئ بالولاية السكان في بلدتي راجلان وبوفورت وكذلك السكان في المناطق المجاورة على مغادرة منازلهم والتوجه شرقًا نحو بالارت على بعد 95 كيلومترا غربي ملبورن عاصمة الولاية. كما اندلع أيضًا حريق خارج عن السيطرة في منطقة أخرى غرب الولاية.[4]
- 25 فبراير: اندلع أكثر من 15 حريق غابات في ولاية فيكتوريا اليوم الأحد وفقاً لهيئة الطوارئ بالولاية. ويكافح نحو ألف من رجال الإطفاء تدعمهم أكثر من 50 طائرة الحرائق منذ اندلاعها، وأدت حرائق الغابات إلى نفوق ماشية وتدمير ممتلكات، وأجبرت أكثر من ألفي شخص على مغادرة البلدات الغربية والتوجه إلى بالارات.[5]
- 28 فبراير: أمرت السلطات الأسترالية بإجلاء نحو 30 ألف شخص من منازلهم في بعض المناطق بولاية فيكتوريا جراء استمرار أسوأ حرائق الغابات التي تشهدها البلاد خلال السنوات الأخيرة. وذكرت قناة CNN يوم الأربعاء: «أن حرائق الغابات اندلعت في الولاية وأصبحت خارج السيطرة منذ يوم الخميس الماضي بسبب الأجواء الحارة والجفاف والرياح، ما تسبب في تدمير ستة منازل على الأقل.. وأعربت السلطات عن مخاوفها من انتشار الحرائق إلى المناطق ذات الكثافة السكانية العالية. وأضافت أيضًا أن هذه الحرائق تأتي عقب أكثر من أربعة أعوام من تدمير حرائق الغابات مساحات كبيرة من جنوب شرقي أستراليا، ما أسفر عن مصرع 33 شخصا.» [6]